# Qatar Total Open 2014
Qatar Total Open 2014 byl tenisový turnaj pořádaný jako součást ženského okruhu WTA Tour, který se hrál na otevřených dvorcích s tvrdým povrchem v areálu Khalifa International Tennis and Squash Complex. Konal se mezi 10. a 16. únorem 2014 ve katarském hlavním městě Dauhá jako 12. ročník turnaje.
Turnaj s rozpočtem 2 440 070 dolarů patřil do úrovně Premier 5 kategorie WTA Premier Tournaments. Do soutěže dvouhry nastoupilo padesát šest hráček a čtyřhry se účastnilo dvacet osm párů.
Titul měla obhajovat světová dvojka Viktoria Azarenková, která se však z turnaje musela odhlásit kvůli zranění chodidla. Turnaj vyhrála Simona Halepová a získala tak svoji nejcennější trofej.

## Distribuce bodů a finančních odměn

### Distribuce bodů
| Soutěž  | Vítězka | F   | SF  | ČF  | 16 v kole | 32 v kole | 64 v kole | Q  | Q2 | Q1 |
| ------- | ------- | --- | --- | --- | --------- | --------- | --------- | -- | -- | -- |
| dvouhra | 900     | 585 | 350 | 190 | 105       | 60        | 1         | 30 | 20 | 1  |
| čtyřhra | 900     | 585 | 350 | 190 | 105       | 1         |           |    |    |    |

### Finanční odměny
| Soutěž   | Vítězka  | F        | SF       | ČF      | 16 v kole | 32 v kole | 64 v kole | Q2 | Q1 |
| -------- | -------- | -------- | -------- | ------- | --------- | --------- | --------- | -- | -- |
| dvouhra  | $441 000 | $220 000 | $110 100 | $50 700 | $25 135   | $12 900   | $6 630    | $  | $  |
| čtyřhra* | $126 000 | $63 750  | $31 665  | $15 880 | $8 020    | $3 980    |           |    |    |

* na pár

## Ženská dvouhra

### Nasazení
| Stát      | Hráčka                    | WTA1) | Nasazení |
| --------- | ------------------------- | ----- | -------- |
| Čína      | Li Na                     | 3.    | 1.       |
| Polsko    | Agnieszka Radwańská       | 4.    | 2.       |
| Česko     | Petra Kvitová             | 6.    | 3.       |
| Itálie    | Sara Erraniová            | 7.    | 4.       |
| Srbsko    | Jelena Jankovićová        | 8.    | 5.       |
| Německo   | Angelique Kerberová       | 9.    | 6.       |
| Rumunsko  | Simona Halepová           | 10.   | 7.       |
| Dánsko    | Caroline Wozniacká        | 10.   | 8.       |
| Srbsko    | Ana Ivanovićová           | 12.   | 9.       |
| Slovensko | Dominika Cibulková        | 13.   | 10.      |
| Itálie    | Roberta Vinciová          | 14.   | 11.      |
| Austrálie | Samantha Stosurová        | 16.   | 12.      |
| Španělsko | Carla Suárezová Navarrová | 17.   | 13.      |
| USA       | Sloane Stephensová        | 18.   | 14.      |
| Kanada    | Eugenie Bouchardová       | 19.   | 15.      |
| Belgie    | Kirsten Flipkensová       | 20.   | 16.      |

- 1) Žebříček WTA ke 3. únoru 2014.

### Jiné formy účasti
Následující hráčky obdržely divokou kartu do hlavní soutěže:
- Fatma Al Nabhaniová
- Çağla Büyükakçayová
- Alisa Klejbanovová

Následující hráčky postoupily z kvalifikace:
- Petra Cetkovská
- Sie Šu-wej
- Alla Kudrjavcevová
- Mirjana Lučićová Baroniová
- Petra Martićová
- Naděžda Petrovová
- Cvetana Pironkovová
- Marina Zanevská
  -  Tadeja Majeričová – jako šťastná poražená

### Odhlášení
- Viktoria Azarenková (poranění chodidla)
- Jamie Hamptonová
- Bojana Jovanovská
- Madison Keysová
- Světlana Kuzněcovová
- Sabine Lisická (poranění ramena)
- Jekatěrina Makarovová
- Carla Suárezová Navarrová (poranění lokte)
- Serena Williamsová (poranění zad)

### Skrečování
- Dominika Cibulková
- Daniela Hantuchová
- Mirjana Lučićová Baroniová

## Ženská čtyřhra

### Nasazení
| Stát             | Hráčka                  | Stát   | Hráčka                     | WTA1) | Nasazení |
| ---------------- | ----------------------- | ------ | -------------------------- | ----- | -------- |
| Itálie           | Sara Erraniová          | Itálie | Roberta Vinciová           | 2.    | 1.       |
| Čínská Tchaj-pej | Sie Šu-wej              | Čína   | Pcheng Šuaj                | 7.    | 2.       |
| Slovinsko        | Katarina Srebotniková   | Česko  | Květa Peschkeová           | 17.   | 3.       |
| Zimbabwe         | Cara Blacková           | Indie  | Sania Mirzaová             | 22.   | 4.       |
| Česko            | Andrea Hlaváčková       | Česko  | Lucie Šafářová             | 25.   | 5.       |
| USA              | Raquel Kopsová-Jonesová | USA    | Abigail Spearsová          | 36.   | 6.       |
| Rusko            | Naděžda Petrovová       | Rusko  | Anastasija Pavljučenkovová | 41.   | 7.       |
| Francie          | Kristina Mladenovicová  | Itálie | Flavia Pennettaová         | 48.   | 8.       |

- 1) Žebříček WTA ke 4. únoru 2013; číslo je součtem umístění obou členek páru.

### Jiné formy účasti
Následující páry obdržely divokou kartu do hlavní soutěže:
- Fatma Al Nabhaniová /  Michaela Hončová
- Julia Bejgelzimerová /  Olga Savčuková
- Kirsten Flipkensová /  Francesca Schiavoneová
- Jelena Jankovićová /  Alisa Klejbanovová

### Odhlášení
- Mirjana Lučićová Baroniová

## Přehled finále

### Ženská dvouhra
- Simona Halepová vs.  Angelique Kerberová, 6–2, 6–3

### Ženská čtyřhra
- Sie Šu-wej /  Pcheng Šuaj vs.  Květa Peschkeová /  Katarina Srebotniková, 6–4, 6–0